# Calyptoproctus coloratus
Calyptoproctus coloratus är en insektsart som beskrevs av William Lucas Distant 1906. Calyptoproctus coloratus ingår i släktet Calyptoproctus och familjen lyktstritar. Inga underarter finns listade i Catalogue of Life.